# Mindennapi élet a Kalahári sivatagban

Busmanok 2011-ben

A többek között a Kalahári sivatagban élő szanok (busmanok) mindennapi élete az emberiség egyik legrégebben fennálló folyamatos kultúrája. Az emberré válás óta a kelet- és dél-afrikai térségben élő kis termetű, igen békés, ma szanoknak (európai nyelveken sokáig busmannak: "a bozót embere") nevezett népcsoport a középső kőkorszak óta nagyon hasonló életmódot folytatott, ősközösségi viszonyok között élt. A robusztusabb testi felépítésű, társadalmilag, gazdálkodásukban gyorsabban haladó szomszédaik, a koikoik, a bantuk, végül meg az európai gyarmatosítók kiszorították őket a jobb megélhetést biztosító területeikről a legnehezebb természeti feltételek közé, ahol ők viszont az ősi technikákon alapuló túlélési módszereikkel, a rengeteg nélkülözés ellenére, sikeresen biztosították fennmaradásukat. Az itteni élet nagy áldozatokat is követelt: a „felesleges” csecsemőket, akik a nagyobb gyermek három éves kora előtt születtek, meg kellett ölniük, az öregeket pedig a nagy nélkülözések idején magukra hagyták meghalni, amikor tovább vonultak. 
Különleges kultúrájuk, sajátos testfelépítésük már korán felkeltette az utazók érdeklődését, bár a gyarmatosítók sokáig embernek sem tekintették őket, tényszerűen vadásztak rájuk. Az 1950-es évektől aztán több jelentős kutató, tudós tanulmányozta életvitelüket, többen közülük hónapokra is közéjük költöztek. Nekik köszönhető a modern korban szükségszerűen eltűnő sajátos eredeti életvitelük, legalábbis annak 20. század közepi változatának rögzítése.

## Társadalom

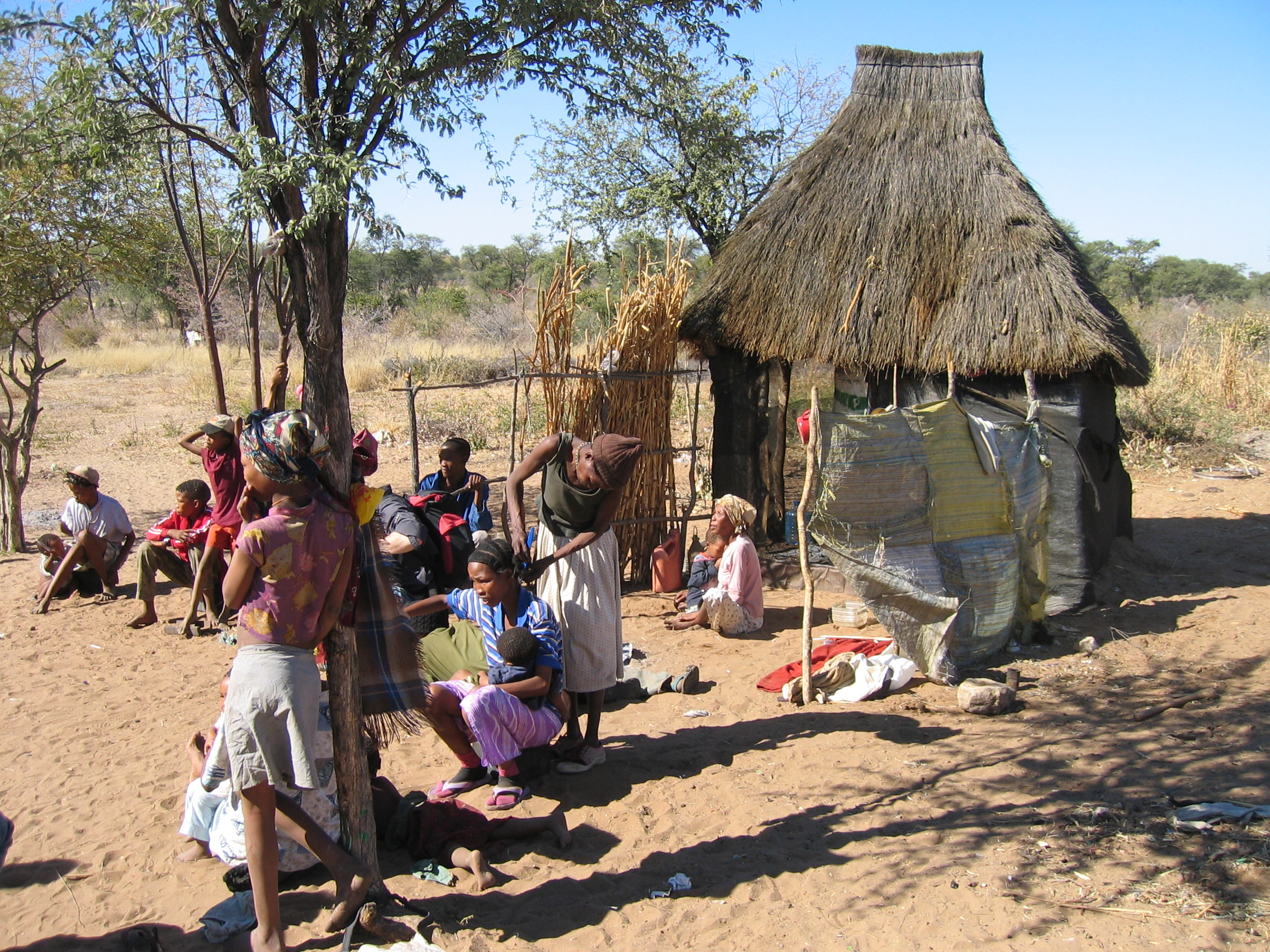
Szan telep részlete 2005-ben

A szanok nagyobb családi közösségekben, kettő–nyolc családból álló úgynevezett hordákban éltek. Társadalmuk tagjaik egyenlőségén alapult. Bár az egyes közösségeknek főnöke nem volt, de a legtapasztaltabb, legtekintélyesebb tagjuk tanácsát kikérték, mielőtt tanácskozásaikon a fontosabb ügyekben döntenek. Ez a személy gyakran a csoport varázslója volt, aki a szertartásokat, rítusokat irányította, azonban ő sem rendelkezett hatalommal a többiek fölött. A közös döntések alapját végső soron a vitában részt vevő személyek ismeretei, tapasztalatai és meggyőző erejük jelentette.
A hagyományos szan csoportokban a gyerekek már az anyatejjel magukba szívták a közösségi érzést. Az anyák egymás gyermekeinek is gondját viselték, szükség esetén meg is szoptatták. A nagyobb gyerekek is hol az egyik, hol a másik családnál étkeztek aszerint, hogy hol készült el éppen az étel. Az egész települést a közös otthonuknak tekintették.
A gyerekek belenőttek a közös hagyomány és szokásjog elfogadásába. A „lázadó” ifjakra a felnőttek gondosan ügyeltek, magukkal vitték hosszú és fáradságos vadászatokra. hogy levezessék energiáikat, megtanulják a fegyelmet. Az egymás közti verekedést méltatlan és megvetendő dolognak tartották. Mondáikban sem fordultak elő olyan hősök, akik mások legyőzésével dicsekednek, de gyakran jelent meg elbeszéléseikben a tabu megsértésére vagy az illetlennek minősülő cselekedetek elkövetésére irányuló vágy, aminek kiélése azonban mindig elnyeri méltó büntetését.   
A csoporton belüli vitákat vagy a barátok és a rokonok simították el, vagy az öregek hoztak salamoni ítéletet, amelynek meghozatalánál a csoport összetartásának érdekei minden más szempontot felülírtak.
A busmanok életére nap mint nap jellemző volt a kölcsönös jóindulat, a jó dolgokat megosztották a többiekkel. A lopás náluk szinte teljesen ismeretlen fogalom volt, hiszen sehol sem dugdoshatták vagy használhatták mások személyes tárgyait.
A közösségí érzés annyira szerves része volt természetüknek, hogy még fizikai formában is kifejezésre jutott:  a legnagyobb forróságban is szorosan ültek egymás mellett, testük összeért. A lelki és testi közösség biztonságérzetet adott nekik. Ha volt rendesen élelmük, nem volt súlyos nélkülözés, hangulatuk mindig vidám, gondtalan volt. Sok időt töltöttek beszélgetéssel, társasjátékokkal, tréfálkozással, zenéléssel és táncokkal.
Igazságszolgáltatási rendszerük nem volt, a közösség ellen súlyosan vétőket maximum a közösségből való kizárással büntethették.
Kereskedelmet nem folytattak, az „árucsere” alapja a kölcsönös ajándékozás volt a csoporton belül és a szomszédos csoportok között – a nagy távolságokra tett ritka látogatások alkalmával – egyaránt.

### Család, rokonsági rendszer

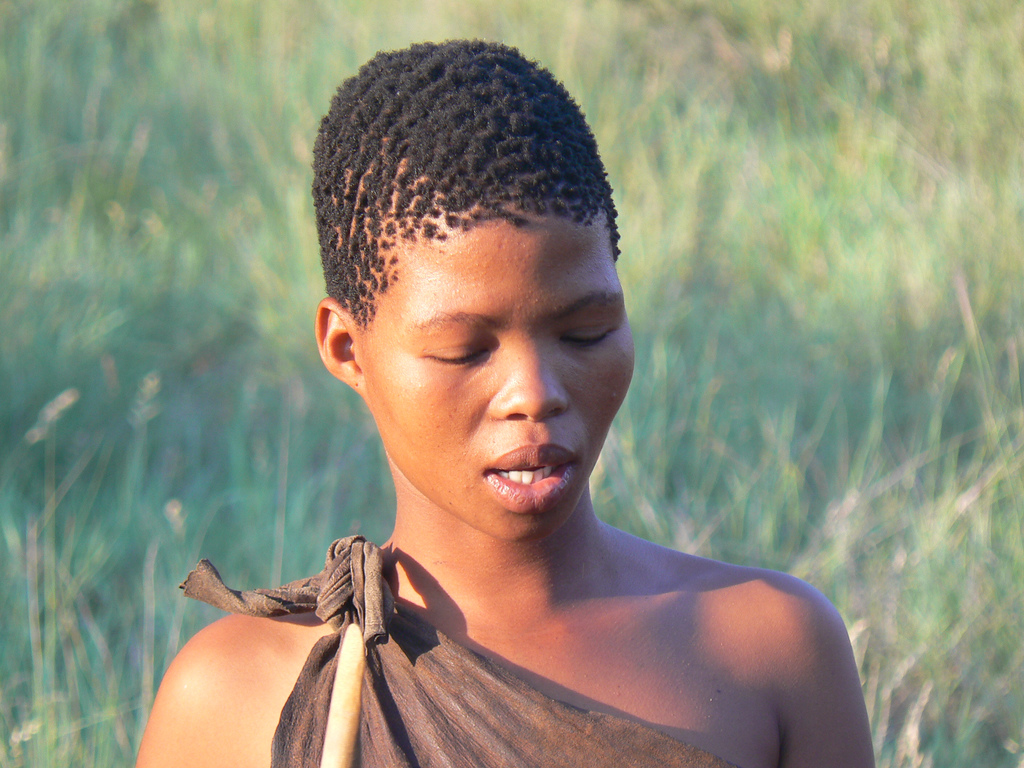
Fiatal szan nő

A legtöbb szan monogám volt, de ha egy vadász elegendő élelemhez jutott, megengedhette magának, hogy legyen második, sőt esetleg harmadik felesége is.
A nők közül sokan szereztek tekintélyt, befolyást a csoportjaikban. Fontos családi és csoportos döntéseket is hozhattak, és igényt tarthattak a víznyerő helyek és táplálékkereső területekhez való hozzáférésre. A nők főként élelemgyűjtéssel foglalkoztak, de néha vadásztak is.

## Letelepedés, otthon
A Kalaháriban élő szanok a 20. század derekán szigorúan tartották magukat a hagyományosan hozzájuk tartozó, általában több tíz kilométer sugarú vadászterülethez, és pontosan tudták, hogy az meddig terjed. Határainál szinte megszűnt számukra a világ. Egy-egy ilyen nagy horda teljesen független kis közösséget alkotott. Időként meglátogatták a szomszédos hordákat, de rendszerint keveset tudtak róluk, pedig asszonyaikat is a körükből szerezték.
A vadászterületükön belüli elhelyezkedésüket a víznyerési és vadászati, gyűjtögetési lehetőségek szabták meg. Általában egy állandó vizű kis mélyedés körül telepedtek meg, ahol a száraz évszakban is maradt víz. A vadak is ide jártak inni, ezért soha nem a „kutak” közvetlen közelükbe telepedtek, attól kissé távolabb helyezték el szállásaikat és a víz vételéhez a vadcsapásokkal ellentétes irányból közeledtek. Egy-egy, mintegy 50 fős horda két-három csoportban helyezte el szállásait az ilyen itatók körül. A vadászati, gyűjtögetési lehetőségek megritkulása után áthelyezték szállásukat a vadászterületük más, olyan részére, ahol vízhez is juthattak.
Szállásaik ágakból, gallyakból bőrökből összetákolt enyhelyek voltak, de gyakran csak fűvel kibélelt „fészekben” aludtak, mivel csapadék az év legnagyobb részében nem volt. A sivatagi éjszakák télen (az európai nyáron) igen hűvösek; a Kalahári átlagosan 1000 méteres tszf. magasságban fekszik, ezért tüzeket tápláltak alvóhelyük közelében.
| Hónap                                   | Jan. | Feb. | Már. | Ápr. | Máj. | Jún. | Júl. | Aug. | Szep. | Okt. | Nov. | Dec. | Év   |
| --------------------------------------- | ---- | ---- | ---- | ---- | ---- | ---- | ---- | ---- | ----- | ---- | ---- | ---- | ---- |
| Átlagos max. hőmérséklet (°C)           | 31,4 | 31,0 | 30,1 | 27,9 | 25,6 | 22,0 | 21,9 | 25,4 | 29,0  | 31,0 | 32,1 | 32,3 | 28,3 |
| Átlagos min. hőmérséklet (°C)           | 18,5 | 17,6 | 15,9 | 12,4 | 7,7  | 3,8  | 3,2  | 5,6  | 10,3  | 14,0 | 16,4 | 18,1 | 11,9 |
| Átl. csapadékmennyiség (mm)             | 81   | 87   | 54   | 37   | 6    | 3    | 0    | 1    | 8     | 16   | 37   | 41   | 369  |
| Forrás: Ministry of Works and Transport |      |      |      |      |      |      |      |      |       |      |      |      |      |

## Létfenntartás
A víznyerési lehetőség nagyon fontos volt a szanok életében, de hosszan tartó szárazság idején is hozzá tudtak jutni a minimálisan szükséges vízhez. A száraz folyómedrek legmélyebb részein hosszú, üreges növényi szárat szúrtak a homokba és abból erős szívással talajvizet tudtak nyerni. A vizet strucctojásban gyűjtötték, tárolták. 

### Gyűjtögetés
Életük fenntartásához a félsivatagban rendelkezésre álló minden ehető kalóriaforrást fel kellett használniuk. Jól ismerték a sivatagban található, fogyasztható növényeket. Szívesen gyűjtötték például a félsivatagban sokfelé előforduló nősziromféle, a Moraea fugax hagymagumóját. A gyűjtögetéshez tartozott a területen található, esetleg a föld alá bújt kisállatok, hüllők, rágcsálók elfogása is. Gyakorlatilag bármilyen állatot elfogyasztottak, amit el tudtak ejteni.
A száraz időszak vége felé, a legínségesebb időkben is találtak olyan növényeket, amelyek tartalmaztak némi vizet, mint a csama, a kis sivatagi dinnye. Ez a sárgászöld gyümölcs komoly elkészítést igényelt: forró hamuban megpörkölték, éjszaka hűtötték, reggel lyukat fúrtak bele és kicsurgatták a vizet. Magjait összezúzták és kását főztek belőle. Ez sok táperőt nem tartalmazott, de felfúvódtak tőle, ezért úgy érezték, van valami a hasukban és nem éheztek annyira.
A sivatagi fű apró magvából is kását készítettek. Famozsárban zúzták szét a magokat egy bottal. Az esős évszakban a hangyák segítségét is igénybe vették: azok ugyanis a bolyban elraktározott magokat, ha átnedvesedtek, felhozzák szárítani a napra; ekkor pedig a szan lányok felszedegették a magokat a maguk számára.
A gyűjtögetés egyik fénypontja volt, ha sáskaraj ereszkedett le a környéken. Ami a földművelők esetében katasztrófának számít, az itt a bőség ünnepét jelentette. Az egész telep apraja-nagyja rohant sáskát fogni, és fejüket-szárnyukat-lábaikat leszakítva azonnal ették őket. Amennyit tudtak, összegyűjtöttek bőriszákjaikban és később megpörkölve fogyasztották el. Megtelt a gyomruk, hasukon megfeszült a bőr, este énekkel-tánccal ünnepelték az eseményt.
Egészében véve a gyűjtögetés élelmüknek nagyobb részét, modern kutatások szerint olykor 80%-át adta.

### Vadászat

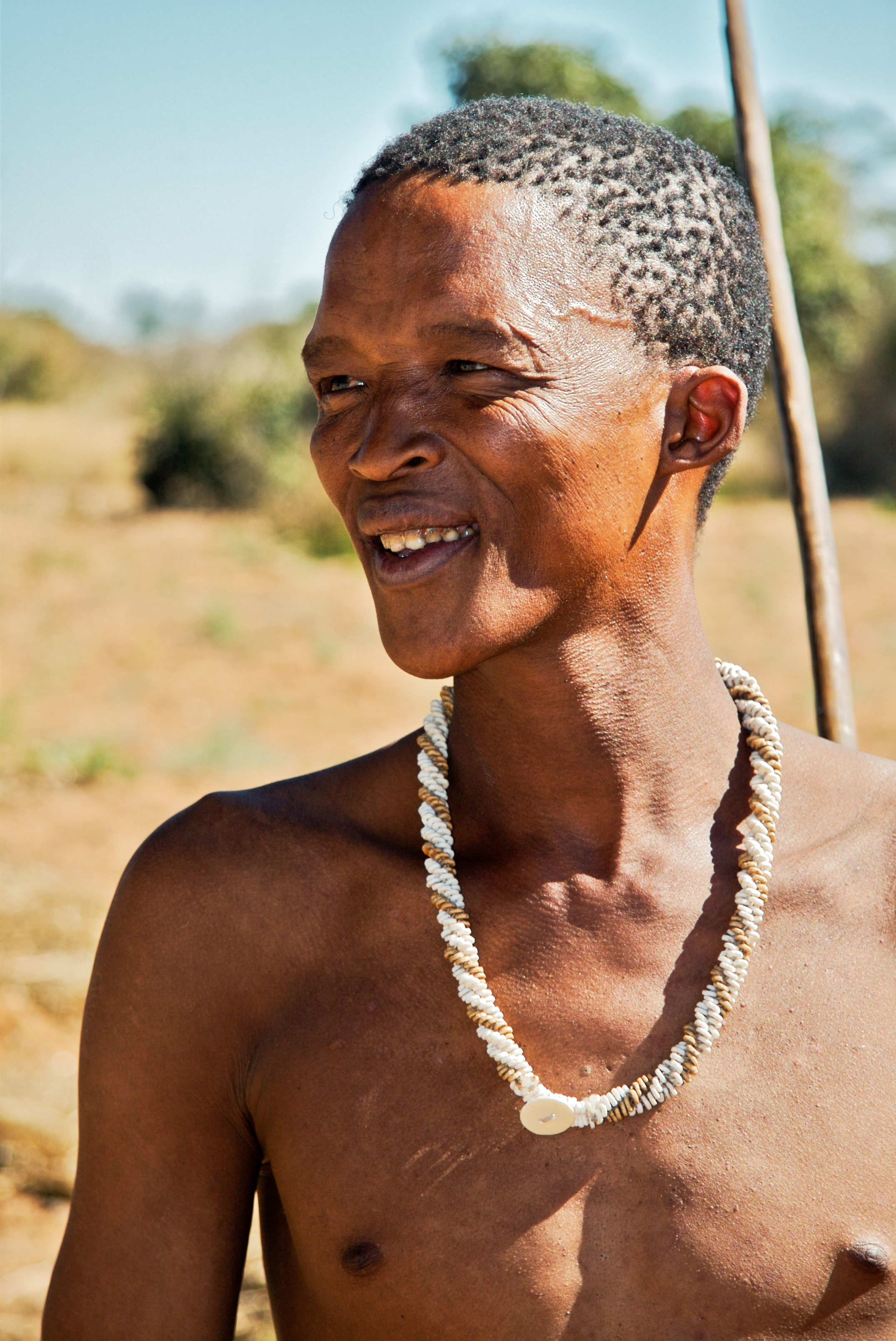
Szan férfi (2006, bemutató turisták számára)

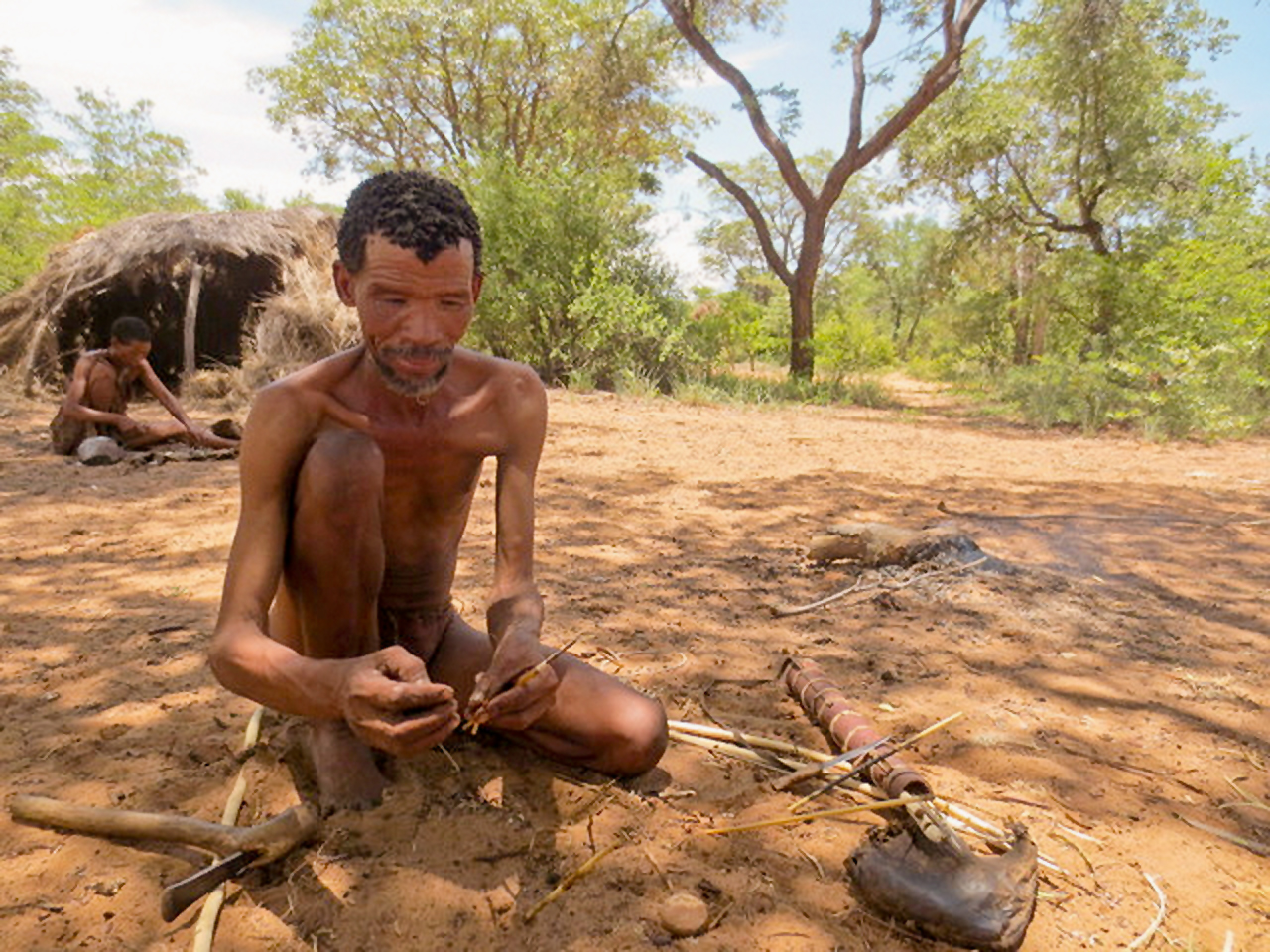
Szan férfi csonthegyet illeszt a kemény fűből készülő nyílvessző végére

A vadászat fontos eszköze a mérgezett nyíl, amit az idősebb férfiak készítenek nagy gondossággal. Nyilaikat már 20. század közepén is acéldrótból készített heggyel látták el; korábban erre a célra csontszilánkot alkalmaztak. Az üreges elefántfű adja a nyílvessző mintegy 30 centiméteres szárát. A nyílhegyet madzagként szolgáló índarabkával erősítik egy kis fapálcikához, amit a üreges nyílvessző elejébe tolnak. Így a nyílvessző a sikeres találat után menekülő vadról leeshet, de nyílhegy a sebben marad. A nyílvessző kiegyensúlyozása érdekében a másik végébe is fapálcát helyeznek, majd inakkal megerősítik a szárát.
További vadászeszközük a könnyű gerely, időnként annak a hegyét is bevonják méreggel.
A nyílméreg elkészítéséhez gondosan megvizsgálták kezüket, nincs-e rajta sebhely. A Bobgunnia madagascariensis nevű növény terméséből, valamint a Diamphidia rovar szárított lárvájából és bábjából keverték az idegbénító hatású, diamphotoxinnak elnevezett mérget, amit aztán felkentek a nyílhegyre. Hatása nagyon erős, kisebb állatokat percek alatt elpusztít, egy nagyobb antilop azonban órákig is elvergődik vele. Az állatok húsába nem szívódik fel, csak a seb körüli húst kell eltávolítani.
Más mérgező növényeket is ismertek, szükség esetén pedig kígyómérget is használtak, például a puffogó vipera vagy a sárga kobra mérgét, valamint esetleg skorpiókét. Euphorbiafélék tejszerű váladékát használták időnként kisebb itatók megmérgezéséhez az oda járó állatok elfogása érdekében.
A mérgezett nyíllal sikeresen meglőtt nagyobb vad, például nyársas antilop vagy vándorantilop üldözésére nem indultak el azonnal, csak néhány óra után. Kitűnő nyomolvasók lévén soha nem vesztették el a vad nyomát, sőt abból haladási sebességére, állapotára is pontosan tudtak következtetni. Amikor megtalálták a vadat, annak már csak a kegyelemdöfést kellett megadni dárdájukkal. A zsákmány feldolgozásához helyben hozzáláttak. Két fapálcika segítségével 10-15 másodperc alatt tüzet csiholtak. A vadat kibelezték, megnyúzták, a legfinomabb falatokat megpörkölték és elfogyasztották, a többi hazaszállították. Súlyos vízhiány esetén a gyomortartalomból is kipréselték a nedvességet és megitták. Rendszerint már a cserkészés során elrejtettek egy vízzel telt strucctojást a hazafelé vezető útra.
A vadászat másik fontos formája volt az úgynevezett agyonhajszolás, (angolul persistance hunting), aminek során a busmanok futásban győzték le az antilopot. Ilyenkor a vadászok a náluk rövid távon sokkal gyorsabb vadat folyamatos, olykor 30–40 kilométeres, egész napon át tartó üldözéssel kimerítették, amíg az már nem menekült tovább és akár egy bunkóval könnyen elejthetővé vált.
Sikeres vadászat után, nagyobb vad elejtése esetén gazdag lakomát csaptak. A szokások alapján szétválogatva a különböző húsrészeket, de nagyjából egyenlő mennyiségben elosztották az eleséget,  tüzeket szítottak és megsütötték a porciójukat. Ilyenkor mindenki szó szerint degeszre ette magát, az öregek ráncos bőre is kifeszült a hasukon. Másnap egész nap emésztettek, csak estére következett a hajnalig tartó mulatság, az ének és a tánc.
Csapdákat is készítettek madarak számára, valamint hajnalonként hajítófával vadásztak az itatóhoz érkező madarakra.

#### A nyílméreg készítése képekben

Mozsárban törik össze az alkotórészeket
Összekeverés
A nyílhegy bekenése

### Nélkülözés
Életük, fennmaradásuk minden száraz évszak végére, az esős évszakot megelőzően veszélybe került. Ilyenkorra mind a vadak, mind a gyűjthető növényi eleségek megritkultak, eltűntek, a víznyerő helyek csaknem kiszáradtak. Minden erejükre és szerencséjükre szükség volt a minimálisan szükséges élelem megszerzéséhez. Az énekek és táncok megritkulnak, csak az esőt kérő imádságok és táncok járták.
Az esőváró tánc idején különösen nagy a varázsló szerepe. Az órákon át tartó tánc során a varázsló lecsökkenti lélegzése ritmusát, szervezetében oxigénhiány lép fel, elveszti öntudatát, de folytatja a mozgást, extázisban imbolyog, üvölt, a parázsba ugrik, végül társai kimentik a tűzből és eszméletlenül a földre rogy.
A száraz évszak végén, az esők érkezése előtt, a még száraz villámok hatására gyakoriak a sztyeppetüzek. A gyorsan haladó tűzfalak elől sok állathoz hasonlóan a szanok sem tudtak hová menekülni, így szembe kellett szállniuk vele. A távoli tűz, füst jól látható, volt idejük felkészülni. Ellentüzeket gyújtottak, leégették a száraz növényzetet a tábor körül, majd a tűz megérkeztekor mindannyian szinte extázisban verték ágakkal, oltották a fellobbanó közeli tüzeket. A félsivatagi környezetben és az ellentüzek után már kevés éghető anyag maradt, ezért nagy eséllyel meg tudták menteni táborukat is, nem csak a saját életüket. A lángok elvonulta után viszont újfajta élelemforráshoz jutottak: a megégett apró állatokat, a föld alatt megpörkölődött rovarbábokat gyűjtötték, ették nagy örömmel.

### Az esős évszak kezdete
Az esők megérkezése döntő jelentőségű a szan közösség számára, örömünnepet jelent. Feléled a természet, kisarjadnak a füvek, megduzzadnak a gyökerek, gumók, megtelnek a víztartó gödrök, megjelennek az állatok: a kétéltűek kibújnak a homok alól, a struccok lerakják tojásaikat. A férfiak és nők mind gyűjteni indulnak.
Ilyenkor jött el az ideje a hosszabb vadászatoknak, valamint a szomszéd közösségek felkeresésének, találkozásoknak is.

## Napszakok

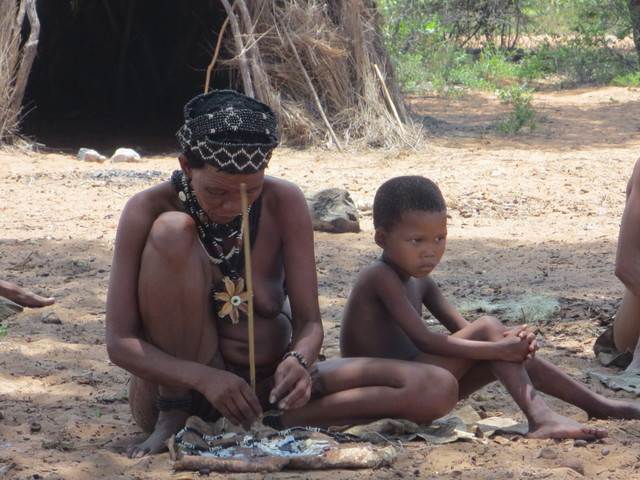
Szan asszony gyöngysort készít

Reggel a napkeltével együtt ébredeztek, kibújtak bőrtakarójuk alól, felszították a tüzeket.
Felmelegítették és elfogyasztották az estéről maradt ennivalójukat. Tűzifát gyűjtöttek, a gyerekek hangos játszadozásba kezdtek. A délelőtti órák élénk tevékenység között teltek, a nők gyűjtögető útra, a férfiak vadászni indultak. Egyesek, rendesen párosával, már hajnalban elindultak a távolabbi területekre. Csak az öregek maradtak otthon.
A legtöbb gyerek a nőket követte. A legkisebbeket az asszonyok bőrzsákban a hátukon hordták. A kisgyerekeket az asszonyok szükség esetén a saját szájukba felszívott vízzel itatták, mint a fiókáikat etető madarak. A nőket minden zsákmányolási lehetőség érdekelte. Ha megláttak egy méhet, odújáig követték. Ha kevés méz volt az odúban, csak megjelölték, és később tértek majd vissza. Ha bogyókkal teli bokrot találtak, néhány szemet rajta hagytak az ínséges időkre. Ásóbottal gumók, hagymák után kutattak, de közülük is helyben hagyták a fejletleneket későbbre. Egyfajta bokor levelein látható, ha lárvák élnek a gyökereiken: ezeket is begyűjtötték. A nagyobb gyerekek szorgalmasan segédkeztek, és hangosan ujjongtak, ha valami zsákmányra akadtak, például sikerült kiásniuk egy gyíkot vagy teknősbékát. A leányok énekeltek járás közben, vagy rögtönzött dalaikat dúdolták. Az asszonyok ügyeltek rá, hogy mindig látótávolságban tartózkodjanak egymástól. A bőriszákok lassan megteltek.
Ha az asszonyok úgy érezték – általában dél felé – hogy eleget gyűjtöttek, elindultak hazafelé. Otthon a tikkasztó hőségben az enyhely árnyékába heveredtek pihenni. Ha a vadászok nem kalandoztak el túl messze, ők is hazatértek délidőben, bár néha több napra is elmaradtak, ha űzőbe vettek egy állatot. A vadászok érkezését mindenki nagyon várta. Néha üres kézzel érkeztek, vagy csak néhány kígyót, gyíkot, sündisznót, esetleg hiénát zsákmányoltak. Egy-egy antilop vagy hasonló nagyobb állat elejtése örömünnepet jelentett. A nők gyűjtögetése mindig hozott valami eredményt, ezért vadászzsákmány nélkül sem maradtak teljesen éhen.
Késő délután megélénkült a tábor. Mindenki dolgozott valamin, szerszámaikat javítgatták, vizet hoztak strucctojásban vagy tökhéjban, tűzifát gyűjtöttek. Estére felszították a tüzeket, körülöttük eszegettek. Megélénkült a beszélgetés, kiáltozás, nevetgélés. Az alkoholt nem ismerték, élvezeti cikként egy ritkább sivatagi növényfajta leveleinek csípős füstjét szívták pipáikból. Az európaiak érkezése után a dohány lett az az ajándék, amivel minden busmant olcsón le lehetett kenyerezni.
A gyerekek egy-egy öreg mesemondó köré telepedtek, akik ősöreg, nemzedékről nemzedékre szálló történeteket mesélnek, amiket aztán a majd a sok ismétlés révén a fiatalok is megtanultak. Néhány óra múltán elcsendesedett a tábor; betakaróztak és nyugovóra tértek.

### Idők, távolságok
Időfogalmaik alapja az esős évszak volt, ettől függött táplálékuk, túlélésük. Vándorlásaiknak, egész létüknek ez volt a központi kérdése. Saját életkorukat nem tartották számon, csak esetleg azt, hogy egymásnál idősebbek vagy fiatalabbak. A rövidebb időegységeket a Hold és a Nap mozgása alapján határozták meg.
A távolságokat az oda vezető út megtételéhez szükséges idővel fejezték ki. Kisebb távolság esetén megmutatták az égen azt a napállást, amikorra majd elérhető volt az a hely. Nagyobb távolság esetén az oda vezető úton eltöltendő éjszakákat számolták.

## Az élet szakaszai

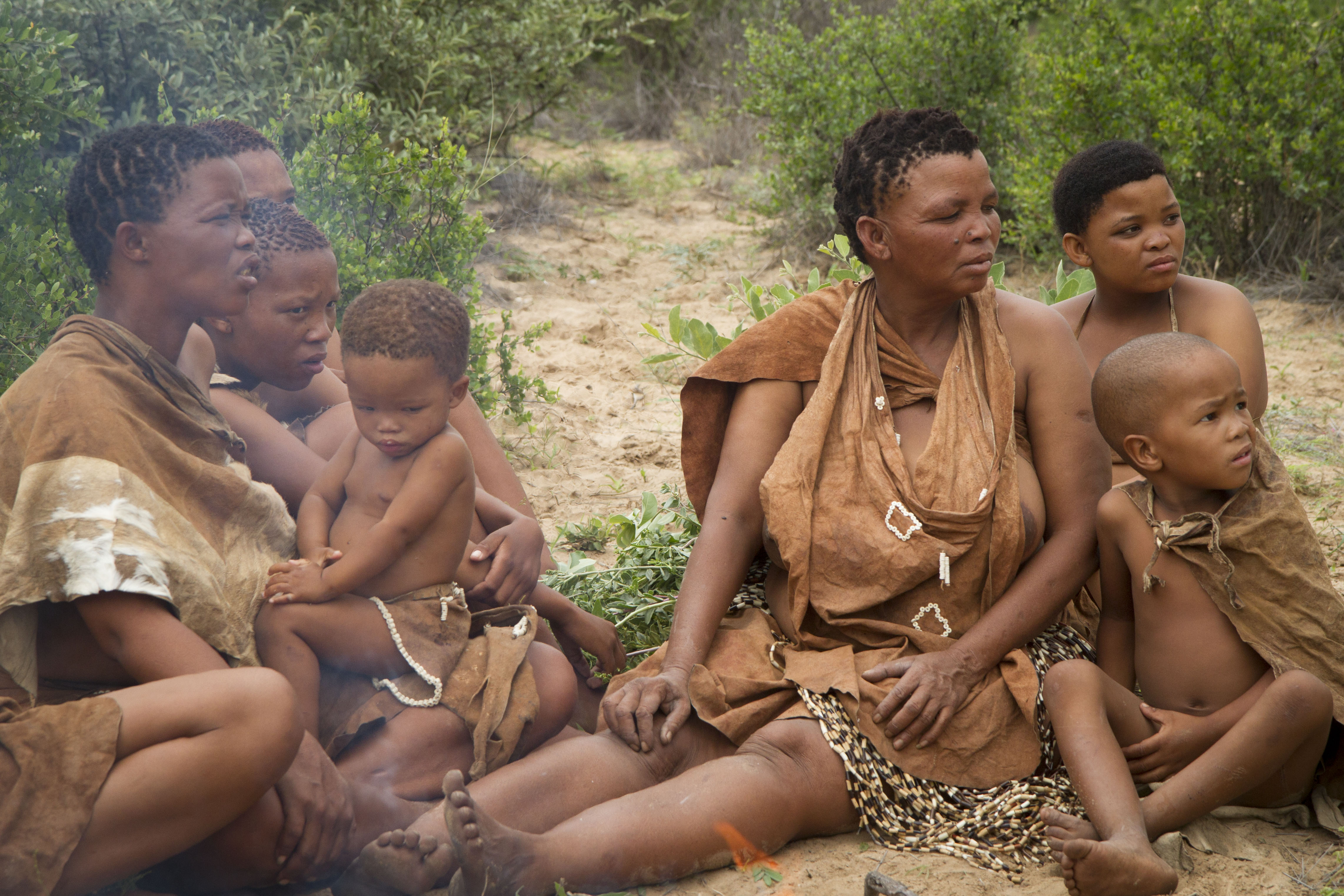
Szan nők és gyermekeik 2014-ben

### Születés, gyermekkor
Az áldott állapotban lévő nőkön a busmanok körében alig látszik meg a terhesség, ezért az utolsó napokban korommal kenték be magukat, hogy jelezzék terhességüket. Egészen a szülésig aktívak maradtak. A szülés rendszerint a szabadban, nem messze a településtől folyt le néhány öregasszony segítségével, férfiaknak tilos volt közelíteni. Kis tüzet gyújtottak, és a szellemek kiengesztelésére különféle gyökereket dobtak bele.
A szülő nő felhúzott térddel ült, hátát nekitámasztva valaminek, az asszonyok erőteljesen masszírozták. A tulajdonképpeni szülési folyamat alatt az anya oldalra fordult. Az általában nagyon gyors lefolyású szülés után a köldökzsinórt éles kővel metszették el; amennyiben a seb erősen vérzett, egy bizonyos növény leveleivel tapasztották be. Vízzel nem volt szabad lemosni sem a szülő nőt, sem a gyermekét.
Az újszülött testét puha fűvel szárították, majd csontvelővel kenték be, és bebugyolálták az anya bőrköpenyébe. Mikorra a fiatal anya egy kicsit kipihente magát, és az asszonyok eltakarítottak a szülés után, mindannyian a településre mentek, hogy örömujjongva elújságolják a jó hírt.
Nehéz szülés esetén elhívták a varázslót. Az varázsigéket mormolt, a szellemekhez fordult segítségért, majd szájával szívva próbálta „kiszívni” a gyermeket. Ezen túlmenően nem értettek a szülészethez, ezért gyakori volt a haláleset. Ha csak az anya halt meg, előfordult, hogy a csoportból valamelyik asszony elvállalta a gyermeket, de ennek hiányában megesett, hogy az újszülöttet az anyával együtt elevenen temették el, mert nem volt, aki gondját viselje a gyermeknek.
Egyes hordáknál az a hiedelem járta, hogy a gyermek meghal, ha anyja „idő előtt” szoptatja meg. Ezért azután először más asszonyok tejét szívta. Ha történetesen senkinek nem volt teje, éhen halt, vagy legalábbis félholt lett, mire visszakerült szülőanyjához.
Az ikerszülést szégyennek tartották, ezért rövid úton megszabadultak a második gyermektől. Különböző nemű ikrek esetében a fiúgyermeket ölték meg. Némely csoportnál mindenképpen megölték az ikreket, mert szerintük balszerencsét hoztak szüleikre.
A szan asszonyok három-négy éves korig szoptatták csecsemőiket, akiknek a bőre igen világos. Fogamzásgátlási módszereket nem ismertek, ezért a szoptatás ellenére is gyakran hamar megszületett a következő csecsemő. Az asszonyoknak azonban nem volt tejük több gyermek számára, és a vándorlások során is csak egy gyermeket hordozhattak, gondozhattak, ezért a később született csecsemőtől meg kellett válni. Ezért őt megölték, általában az apa tudta nélkül.
A sok megszületett gyermek közül tehát csak minden másodikat, harmadikat tartották meg a születés sorrendjében, az életképességet nem vizsgálták. Az anya megtartotta első gyermekét akkor is, ha az történetesen torzszülött volt, a következőket pedig megölte mindaddig, míg az elsőt nem választotta el, azaz míg az nem tudott minimálisan gondoskodni magáról. A csoport közös létfenntartási ösztöne diktálta ezt a mai szemmel kegyetlen bánásmódot, mert egyébként a busmanok akkoriban is nagy szeretettel bántak gyermekeikkel, a kicsinyeket, de még a nagyobbacskákat is valósággal kényeztetették, nevelési módszereik nagyon is szelídek voltak, például a középkori európai nevelési elvektől ég és föld választotta el őket.
A fiúkat rendszerint az apa családjának egyik tagja után nevezték el, a lányok anyaági rokontól kapták nevüket. De előfordult, hogy a születés idején történt eseménnyel kapcsolatos nevet kapott a gyermek. Ha éppen sztyeppetűz volt, a fiút „Égő fű”-nek nevezték el, ha pedig akkor éppen sáskaraj jelent meg a környéken (ami a szanok számára nagyon kedvező jelenség volt), a leány a „Kis sáska” nevet kaphatta.

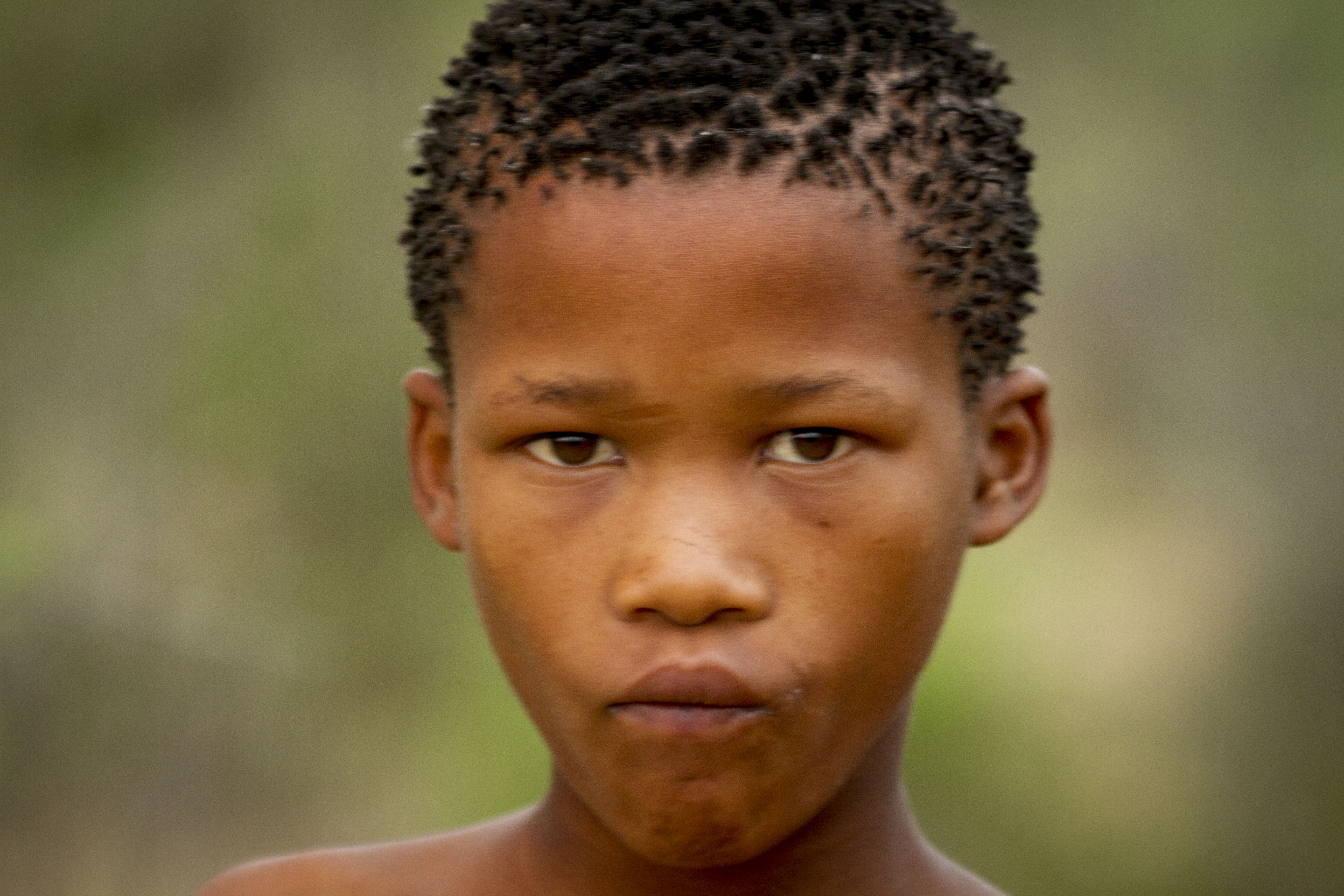

A kisgyerekekkel sokat foglalkoztak, babusgatták őket, nemcsak szülőanyjuk, hanem a többi asszony is, meg a hajadon lányok. Folyamatosan beszéltek hozzájuk, ismételgették a szavakat, így tanították őket beszélni. A kicsik hamar megtanultak járni. Egy, a földbe szúrt bot volt a támasztékuk, abba kapaszkodtak.
A vándorlásuk idején az anya a járni tudó kisgyereket is a hátára kötött bőrköpenyében hordozta. Az elválasztás során az anyja először megrágta az ételt, majd a kicsi szájába adta, mint a madár a fiókájának.
A nagyobbacska gyerekek csapatosan játszogattak, a vízhordó vagy gyűjtögető asszonyok nyomába szegődtek. Később elkísérték a férfiakat kisebb vadászkirándulásaikra. A kislányok anyjukat meg a többi asszonyt utánozták játékaikban.
Esténként a gyerekek ott ülnek a felnőttek mellett, és hallgatták beszélgetésüket. Utánozták a nagyok táncait, énekeit, megtanulták azokat. Estéről estére az anya mellén szenderedtek el, és az ének és a tánc ütemére ringatták őket. A kisgyerekek a járással egyidőben tanulgatták a tánclépéseket. Szüleik tapsoltak ehhez, óvatosan támogatták a kicsit. miközben maguk is jól szórakoztak.
Az öregek esténként mítoszokat, meséket regéltek a gyerekeknek, akik így ismerkedtek meg a horda szellemvilágával, eszméik, szertartásaik jelentőségével. Az egyik lejegyzett szórakoztató történet arról szól, hogy egy gyerek fog egy nyulat, amit nagyanyja a szokásoknak megfelelően meg akar sütni vacsorára, de a fiú megszereti a nyulacskát és megmenti, szabadon engedi azt. Más mesék, történetek házsártos feleségről, támadó hiéna eszén túljáró öregasszonyról szólnak.

### Avatási ceremóniák

#### Lányok
A lányokat az első menstruáció idején avatták „nagykorúvá”. Női rokonai kis ünnepséget szerveztek számára. Életében először állt az események középpontjában. Meghatározott diétát tartott, ételét csak női kéz készíthette. A következő napokon kunyhójában feküdt, a bejáratot ágakkal és fűvel eltorlaszolták. Fiú vagy férfi nem léphetett be.
Az idősebb asszonyok felvilágosították a szerelemről, nemiségről, időnként erkölcsi célzatú meséken át. A periódus elmúltával egy bizonyos növényi olajjal vagy állati zsiradékkal kenték be a testét, hogy „megtisztuljon”. A kamaszfiúk ekkor elvonultak előtte, és a lány kezével sorban megérintette mindegyiknek a herezacskóját, közben azonban nem nézhetett rájuk. A hagyomány szerint ez a rítus megóvta a fiúkat a hereduzzadástól.
Este mulatságot rendeztek, amin a fiatalabb nők erotikus táncot jártak a lány tiszteletére, amihez később a férfiak is csatlakoztak. Holdas éjszakákon, ha étel is volt elég, hajnalig állt a bál, a nagy kalahári „konfirmációs ünnepély”.
A tizenkét-tizenhárom éves, anyányi lányok így váltak férjhez adandó hajadonná. Általában egy-két év múlva került sor a házasságra, az egyik szomszédos hordából származó férfival. A lányok addig elkészítették „hozományukat”, a magvakhoz szükséges mozsarat, mozsártörőt. Szépséghegeket is tetováltatattak faszénnel a combjukra.

#### Fiúk
Tizennégy-tizenöt éves korukban ért véget a gondtalan, szabad gyermekkor, és különböző avatási ceremóniákon estek át, hogy bekerüljenek a férfiak sorába. Az avatási szertartásokat három-négy fiú számára rendezték egyszerre néhány évente.
A megfelelő időpont elérkeztével az avatandó fiúk egy másikkal, akit már korábban felavattak, és két tapasztalt felnőtt vadász, alacsonyabb rangú varázslóféle kíséretében elvonultak egy hónapra a településtől távolabb, a szertartások helyére. A oda vezető úton a fiúk mellükön keresztbefont karral libasorban haladtak. Asszony nem léphetett a szertartás színhelyére.
Az első napokban kemény bánásmódban volt részük. Lelkiállapotuk fogékonysága érdekében néhány napig éheztették őket, mindössze kevés vizet, néhány bogyót meg nyers gyökeret ehettek. A varázsló valószínűleg narkotizáló hatású porrá zúzott fakéreggel szórta be az ételüket.
Az első napok után a fiúk megkezdték a vallásos jellegű, addig általuk nem ismert férfitáncok és énekek tanulását. Betekintést nyernek a szertartások, varázslatok és szellemek világába. Olykor naphosszat szakadatlanul táncolniuk kell, míg az éhségtől és kimerültségtől össze nem rogynak. A fáradtság és a monoton ének hatására transzba esnek. Akik közülük könnyen estek révületbe, különösen érzékenyen reagáltak, azokat később varázslóvá nevelték.
Az avatás előtt megpróbáltatások hangulatát jól jelzik az ilyenkor tanult imák:

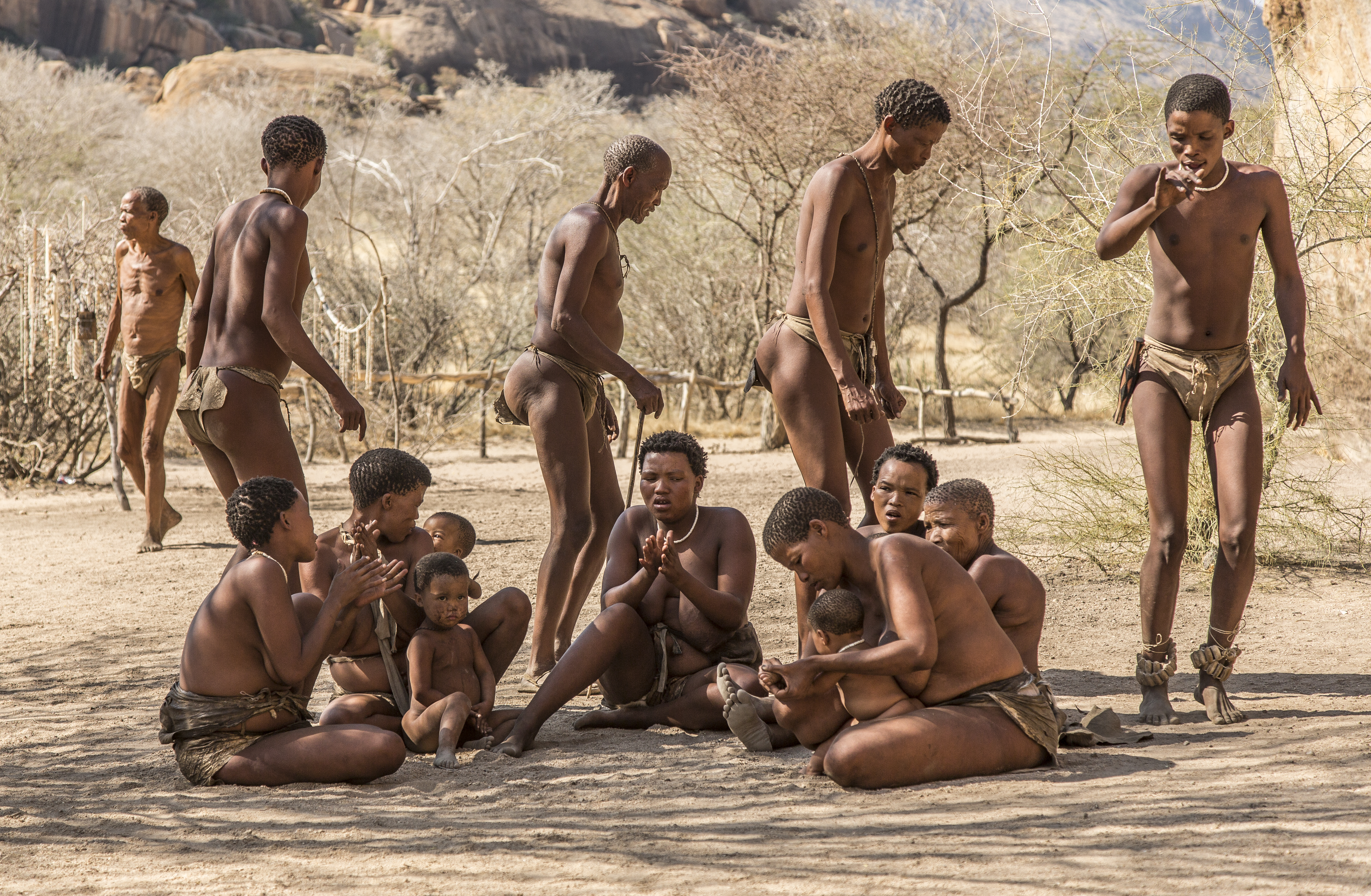
Éneklő, táncoló busman fiatalok

Elgyengültem a szomjúságtól és az éhségtől.

Nagy Szellem, tedd, hogy életben maradjak!

Tedd, hogy egy dinnyére bukkanjak;

Tedd, hogy tojással telt fészket találjak!

Nagy Szellem, űzd el a sötét fellegeket,

Hadd lássam meg az eleséget!

Hadd, hogy ásóbotom megmutassa nekem

Hol rejtőznek a homokban a hangyatojások.

Tedd, hogy édes gyökeret és mézet leljek,

Vezess el egy kúthoz,

Adj eleséget és italt!

Nagy Szellem, add meg mindazt, ami kell nekem!
A szertartások során az öregek gyakorlati ismereteket is megosztottak velük az asszonyokkal, a vadászaton és a szertartásokon követendő viselkedésre, megtanulták, hogyan tartsák be a tabukat, megismerkedtek a mítoszokkal és hiedelmekkel.
Ezután hosszú, fárasztó vadászatokon vettek részt, majd önállóan kellett elejteniük egy vadat. Amikor ez – általában néhány kudarcos kísérlet után – sikerült, az egyik varázsló kivágott egy kis darabot a vad füléből, szemhéjából, szívéből, lábszárából meg homlokbőréből, és szénné égette. A fiúk leguggoltak és a másik varázsló éles kővel sebet ejtett mindegyiknek a homlokán a két szem között. A vad hamuvá porladt húsát összekeverték egy bizonyos fa ágából készült porral, ezt a keveréket azután a varázsló beledörzsölte a sebbe. Vérük és verítékük végigcsorgott a fiúk arcán, de büszkén tűrték.
Hitték, hogy az állat éles látása, ébersége, gyorsasága átszáll beléjük.
Ezután nagy közös vacsorát szerveztek, de az avatandó nem kapott a húsból, csak nézhette a többiek lakmározását. Ezzel fejeződött be az avatás.

### Házasság
A házasság előtti nemi kapcsolat ritka, mivel a lányok nagyon korán férjhez mennek. Ha mégis gyermek születik ilyen kapcsolatból, intézményesen gondoskodnak annak sorsáról, elrendezik, hogy kinek a családjába kerüljön.
Ha egy fiatalembernek komoly szándékai voltak, leánykérőbe küldte a leány anyjához apját, nagybátyját vagy a legjobb barátját. Az illendőség megkívánta, hogy az anya egy ideig ellenezze leánya házasságát. A házassági ígéret alátámasztására a fiatalember ajándékot is adott leendő anyósának, állati bőrt vagy ékszereket. Csak miután a fiatalember biztosította az anyát és a papát arról, hogy gondoskodni fog róluk, annak idején eltemeti majd őket, akkor adta beleegyezését az anya. Ezután kérte meg a legény a lánytól a kezét mégpedig úgy, hogy letette íját és tegezét a leány kunyhójába. Ha a lány egy éjszakán át bent tartott ezeket, akkor igent mondott, ellenkező esetben kirakta őket a kunyhóból. (Vesd össze a magyar „kiteszik a szűrét” mondással, illetve az annak alapját adó szokással.)
A házasságnál ritkán alkalmaztak kényszert, de előfordult, hogy a kérő erőszakkal elhurcolta a menyasszonyt, és ha nem volt vetélytársa, senki sem tiltakozott.
A házassági ceremónia elején a lány húzódozik attól, hogy kövesse a fiút, de aztán vele megy annak kunyhójába. Nagy ünnepséget szerveznek, lakomát csapnak a közösség számára. Az esti tánc során a nők erotikus táncokat is előadnak. Miután a fiatalok együtt töltötték az éjszakát, házastársnak tekintendők. Az ifjú pár az első gyermek megszületéséig az asszony településén lakik, csak azután költöznek a férj hordájának lakhelyére.
Házasságtörés ritkán fordult elő, ez veszélyes széthúzást szítana a csoportban. Ilyesmi nem is maradhatott volna titokban, mivel jó nyomolvasóként rögtön látnák, ha két össze nem tartozó lábnyom valami rejtekhelyre vezetne. Magánéletről egy busman településen lényegében nem lehetett beszélni.
Külön szabályok voltak érvényesek, minden bizonnyal a civódások mérséklésére, a házastársak viszonyára egymás szüleihez, főleg az első években. Az ifjú férj nem közelíthette meg túlságosan anyósát, az asszonykának tartózkodni illett apósától. Nem nézhettek egymásra, nem ülhettek egymás mellett. Nem szólíthatták egymást néven, csak a rokonsági fok megnevezésével.

### Időskor, halál

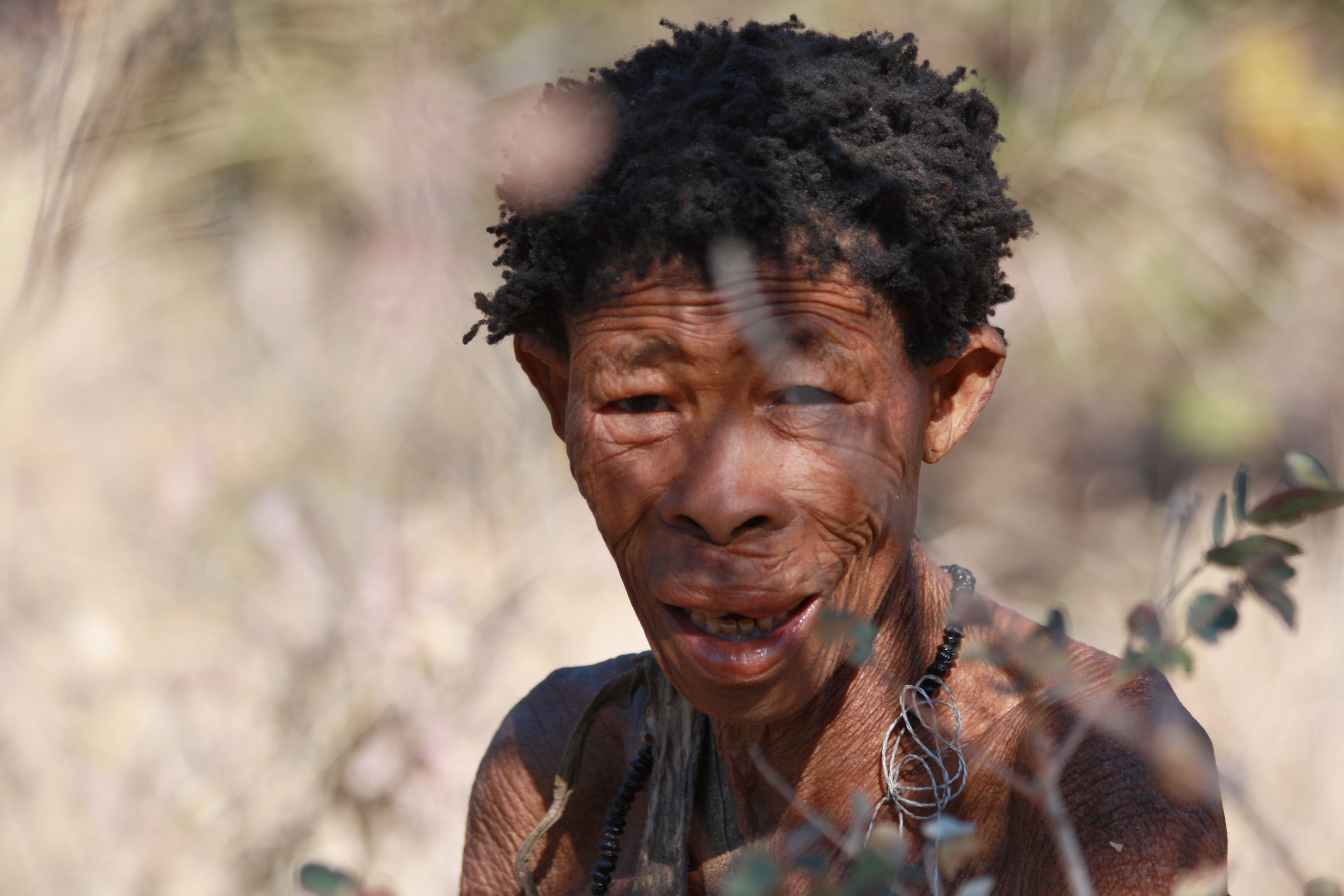

A szanok hagyományos életkörülményeik között nagyon gyorsan öregedtek, különösen a nők; 30-as éveikben gyakran már öregasszonynak látszottak. A szanok körében nagyon gyakori volt a kötőhártyagyulladás, amit később az európai orvosok jól tudtak kezelni kenőcsökkel.
A gyerekek segédkeztek a táplálék és a tüzelő gyűjtésnél az öregeknek, néha még együtt is aludtak velük, hogy hozzájuk simulva, testükkel melegítsék a véneket hideg éjszakákon.
Hiedelmeik szerint a halált a természetfeletti erők, rossz szellemek okozzák. Ha valaki meghalt, a csoport tagjai, kiváltképpen a szűkebb családhoz tartozó asszonyok, hangos jajveszékeléssel fejezték
ki aggodalmaikat és félelmüket. A halottat a lehető leggyorsabban eltemették. A férfiak ásóbottal és puszta kézzel kiástak egy gödröt a halott kunyhója közelében. Ebbe helyezik a tetemet fekvő helyzetben, mintha aludna, egy fűből és ágakból összetákolt fekhelyre. Az asszonyok mellé temették ékszereiket, ásóbotjukat és köpenyüket, a férfiak mellé pedig fegyvereiket. Ha vannak kövek a közelben, azokat is rágörgették a sírra.
A temetés után az egész csoport nyomban felkerekedett, és elhagyta a települést, kissé távolabb rendezkedtek be. A sírt senki sem látogathatta, sőt messze elkerülték régi lakóhelyüket, ahol a halottat eltemették.
Ha nagy szárazság idején hosszú vándorútra kényszerülnek egy távolabbi víznyerő helyhez, a legyengült öregek nem tudták követni őket. Ilyenkor enyhelyet készítettek az öregek számára, némi vizet és eleséget hagytak részükre, majd tüskés ágakból kerítést építettek köréjük, a vadállatok ellen. A horda pedig elvonult, sorsukra hagyva az öregeket. Ha szerencse kísérte útjukat, és néhány napi járóföldre vizet, élelmet találtak, egy-két fiatalember visszament az öregekhez némi vízzel és élelemmel. Ha azonban a nem találtak megfelelő távolságban elég élelmet, soha nem tértek vissza az öregek lakóhelyére. Azonban a legszélsőségesebben száraz évektől eltekintve a szanok mindig találtak annyi élelmet, hogy biztosítani tudják idős, beteg, munkaképtelen társaik élelmezését is.

## Művészetek, szórakozás

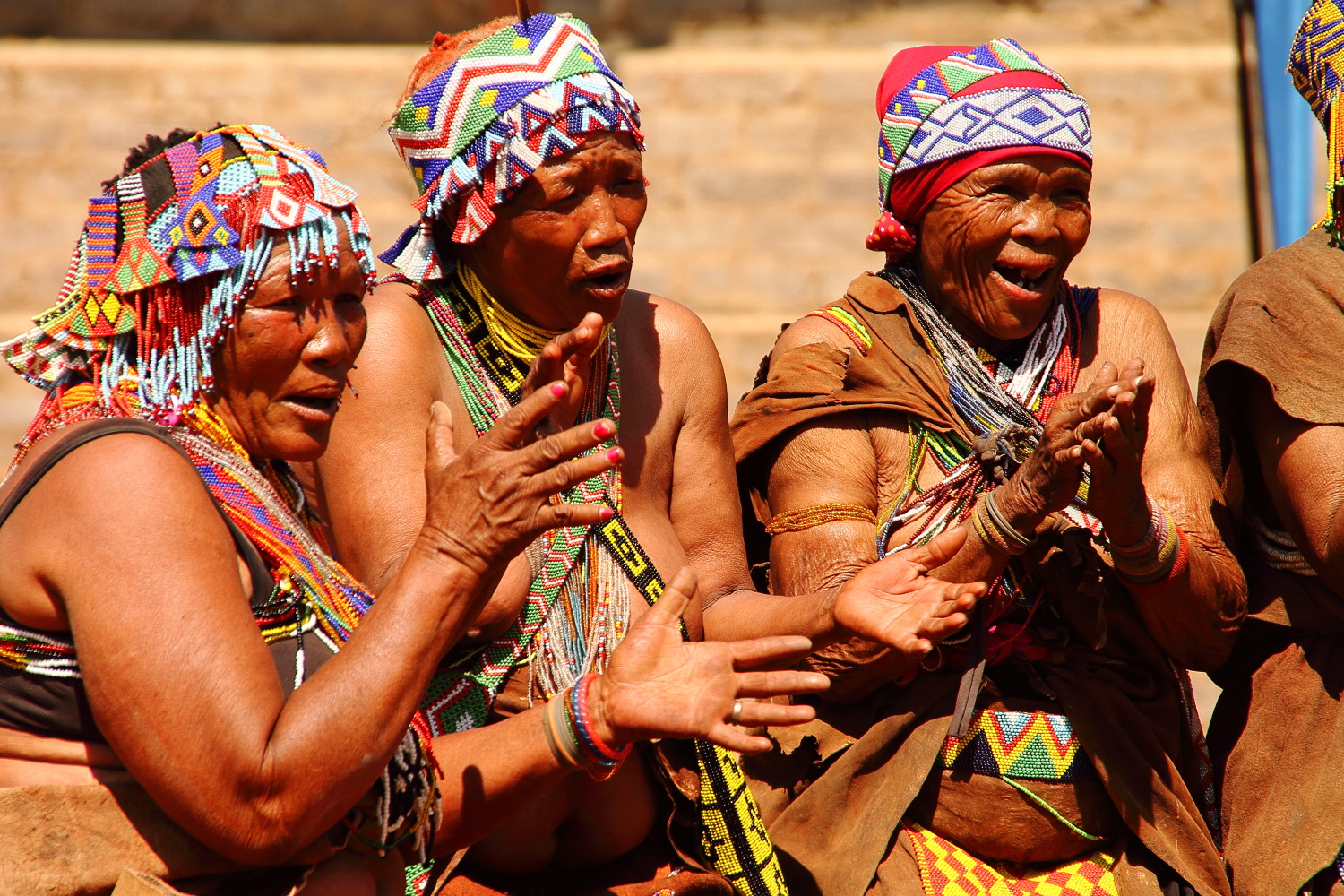
21. századi táncfesztivál énekesei

A busmanok ekkoriban nem ismerték az írást, és a számokról alkotott fogalmaik is csupán háromig-négyig terjedtek. Ha egyikük hét vándorantilopot látott, ezt ujjai segítségével három, azután két és újra két ujja felmutatásával hozta társai tudtára. Kommunikációjukban nagy szerepet játszott a mimika és a jelelés is, beszédjüket állandó ujj- és kézmutogatással kísérték. Nyelvük egyszerűsége ellenére azonban sok szép legendájuk és gazdag hitviláguk van, egyik-másik meséjük költői, sőt filozofikus tanulságokkal büszkélkedhet.
Nagyon fontos szerepet játszott életükben a tánc. A többé-kevésbé rendszeres időközökben, gazdag vadászzsákmány esetén, a lányok vagy a fiúk avatási ceremóniái során rendezett esti-éjszakai ünnepeik alkalmával vagy csak spontán a teliholdas éjszakákon, gyakran táncoltak és énekeltek. Táncaikkal hosszas, részletes történeteket el tudtak játszani kis közönségüknek vadászsikereikről és más történésekről, megszemélyesítik a környezetükben élő vadállatokat.
Az ének mellett egyszerű zeneszerszámokat is használtak. A legegyszerűbb hangszerük egy úgynevezett „zeneíj” volt, egy kis játékíj, amit a nyitott szája, mint rezgőtér előtt pengetett a zenész. Kissé összetettebb volt az öthúrú hárfa, ahol egy kivájt fadarab mélyedése elé öt húrt feszítettek. Ezen sokféle dallamot el tudtak játszani. Az előzőn inkább s férfiak, az utóbbin az asszonyok játszottak.
A busmanok művészi készségei más formában is kifejezésre jutottak. Különböző gyümölcsök, dinnyefélék szárított héjára körmükkel véstek, rajzoltak szép díszeket. A sivatagban azonban nincs sziklafelület, ahol ki tudták volna teljesíteni művészetüket, mint a őseik Tsodilo hegyeiben.
A gyerekek, fiatalok sokféle társasjátékkal szórakoztatták magukat, amelyek egy része kísértetiesen hasonlít az ismert európai gyermekjátékokra. Például körbe ültek, és éneklés, mondóka közben a hátuk mögött rejtve adogattak körbe egy fadarabot, és valakinek meg kellett tippelnie, hogy az éppen hol van. A homokdűnék hullámait érintve repültek és ugráltak hajítófáik, mint a víz felszínén lovagló lapos kavicsok a „kacsázás” során. Bőrdarabokra ülve csúsztak le a homokdombok oldalán, vagy vontattatták magukat a többiekkel. A tollaslabdát is „feltalálták”: három-négy tollat rákötnek egy pálcikára, annak a másik végét pedig egy növényi termésbe, bogyóba dugják. Ezt dobálják a levegőbe, és mielőtt földet érne, egy bottal víssza-visszaütik, hogy a „labda” minél hosszabb ideig levegőben maradjon.
A lányok, fiatalasszonyok az illatok finomságát is értékelték. Nagyon hasonlóan a modern nőkhöz, púderosdobozuk volt (teknősök páncéljából), amiben egy bizonyos fűféleség porrá őrölt
magjából készült illatszert tartottak, és ezt bőrpamaccsal vitték fel nyakukra, bőrükre. Mivel a busmanok a száraz évszak hónapjaiban gyakorlatilag soha nem tudtak mosakodni, az illatosítás különösen hasznos volt.
Ékszereket is készítettek maguknak: a strucctojás két-három milliméter vastag héját apró darabokra törték, ezeket kerekre csiszolták, majd lyukat fúrtak e darabokba és felfűzték őket gyöngysornak. Fűszálakból, bőrhasítékokból, tarka magvakból is fontak maguknak karperecet, nyakláncot, hajdíszt.

## Hitvilág
Vallásuk nemcsak a természetfelettivel kapcsolta össze őket, hanem a horda tagjaival is. A láthatatlan hatalmak tiszteletét nem csak az egyének jóléte, hanem az egész csoport anyagi
és szellemi fennmaradása alapjának is tekintették. A szertartások és a rítusok újra meg újra megszilárdították az egyes ember hitét, bizalmát, elégedetté teszik, biztonságot, erőt adtak nekik a napi élet megpróbáltatásainak elviseléséhez.
Természetközeli életük a hiedelmeikben is tükröződtek. Kudarcos vadászatok után varázslatokkal próbálták befolyásolni a sorsot. Ilyen és más célokra gyakran alkalmazták a tetoválást. Rituális célokra félretett, nemesebb állatokból származó bőrdarabokat pörköltek meg, és a a kormot bedörzsölték a bőrükön ejtett vágásokba.
Az ínség, az éhezés gyakori időszakaiban a Nap, a csillagok és a Hold jelentették számukra a nyugalmat adó állandóságot, az örök ritmust. Csillagászati érdeklődésükre jellemző, hogy az ötvenes évek végén, amikor az első műholdak fényes pontja megjelent az éjszakai égbolton, azonnal felfigyeltek rá, mint érdekes változásra.

### A sámán, transztánc
A természetfeletti erőkkel a horda sámánja állt kapcsolatban, szuggesztív képességei révén a betegeket is ő gyógyította, tehát a kis közösség orvosa és papja volt egy személyben. Éppen úgy élt, munkálkodott, mint a többiek; varázslói tevékenységet csak akkor végzett, amikor szükség volt segítségére. Tekintélye a rátermettségétől, egyéniségétől függött. Sokan közülük rendkívüli érzékenységet, szuggesztív képességeket fejlesztettek ki magukban, könnyen transzba estek. A kezdő sámánok hallucinogén anyagokat használtak, hogy transzba kerüljenek.
A vallásuk egyik legfontosabb rituáléja a nagy tánc, vagyis a transztánc. Ez a tánc általában körkörös formát ölt, a nők tapsolnak és énekelnek, a férfiak pedig ritmikusan táncolnak. Ezek a transz táncrituálék egy egész éjszakán át zajlanak. Amikor a hajnal első fénye megjelenik a horizonton, még próbálnak energiát gyűjteni, hogy még hangosabban énekeljenek és gyorsabban táncoljanak. Ahogy a nap felkel, a tánc eléri a legerősebb intenzitását, majd hirtelen leáll. Ezután a táncosok szinte összeesnek a kimerültségtől.
A résztvevők időnként a szellemeknek szánt felajánlásokat kötnek a fákra, és dobokat használnak, hogy kapcsolatba léphessenek az állatok és az ősök szellemeivel. Bár hisznek a halottak szellemeiben, de bantu társaikkal szemben nem gyakorolják az őstiszteletet.
A sámánok állították, hogy megérzik az eljövendő eseményeket, mikor lesz eső, mikor szárazság, tudják, merre kell vadászni. Ők adnak reményt és önbizalmat az embereknek. Nagy jelentősége volt ennek az egyének számára betegség idején, az egész horda számára pedig az ínséges időkben.

Gyógyító táncok (Botswana).
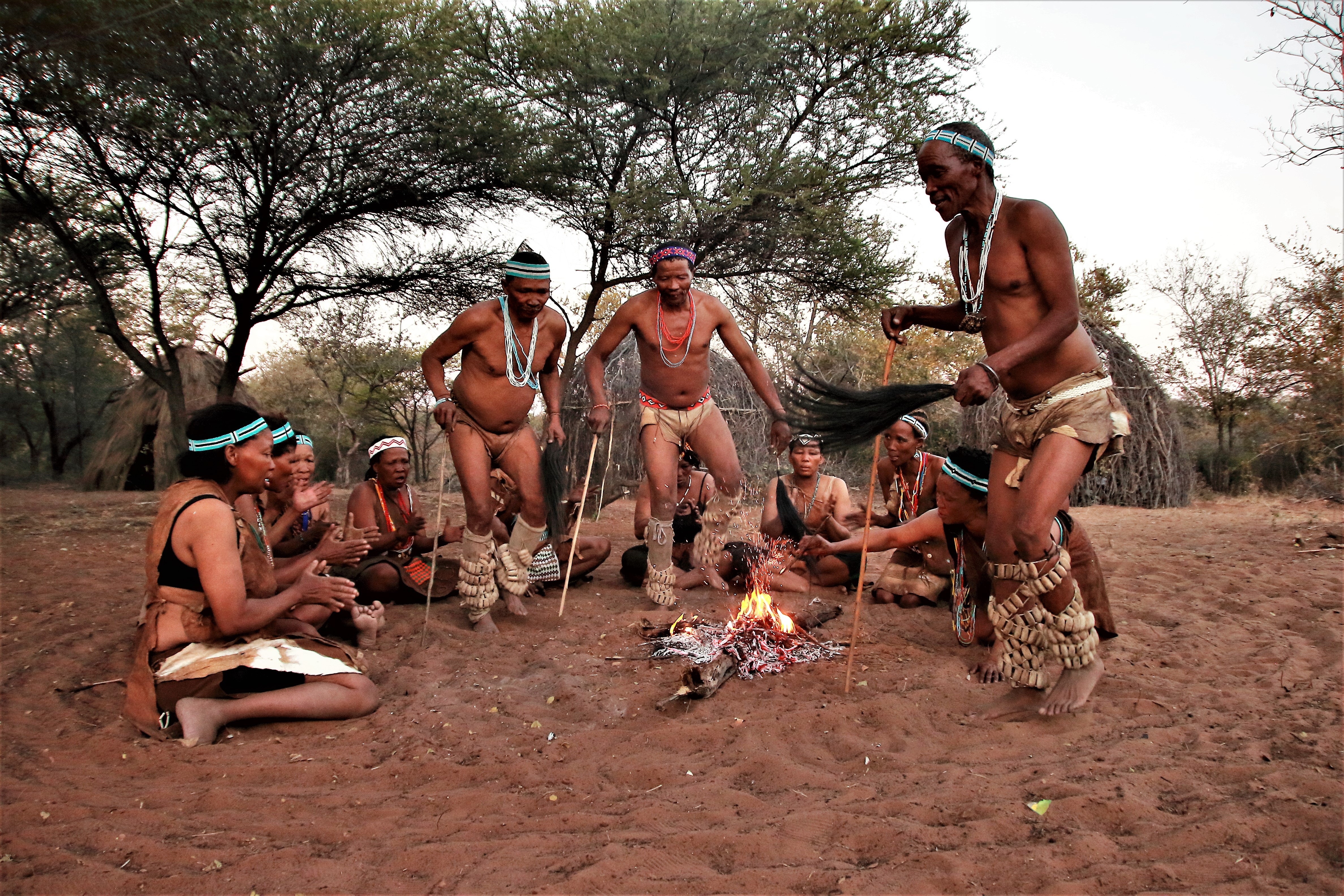
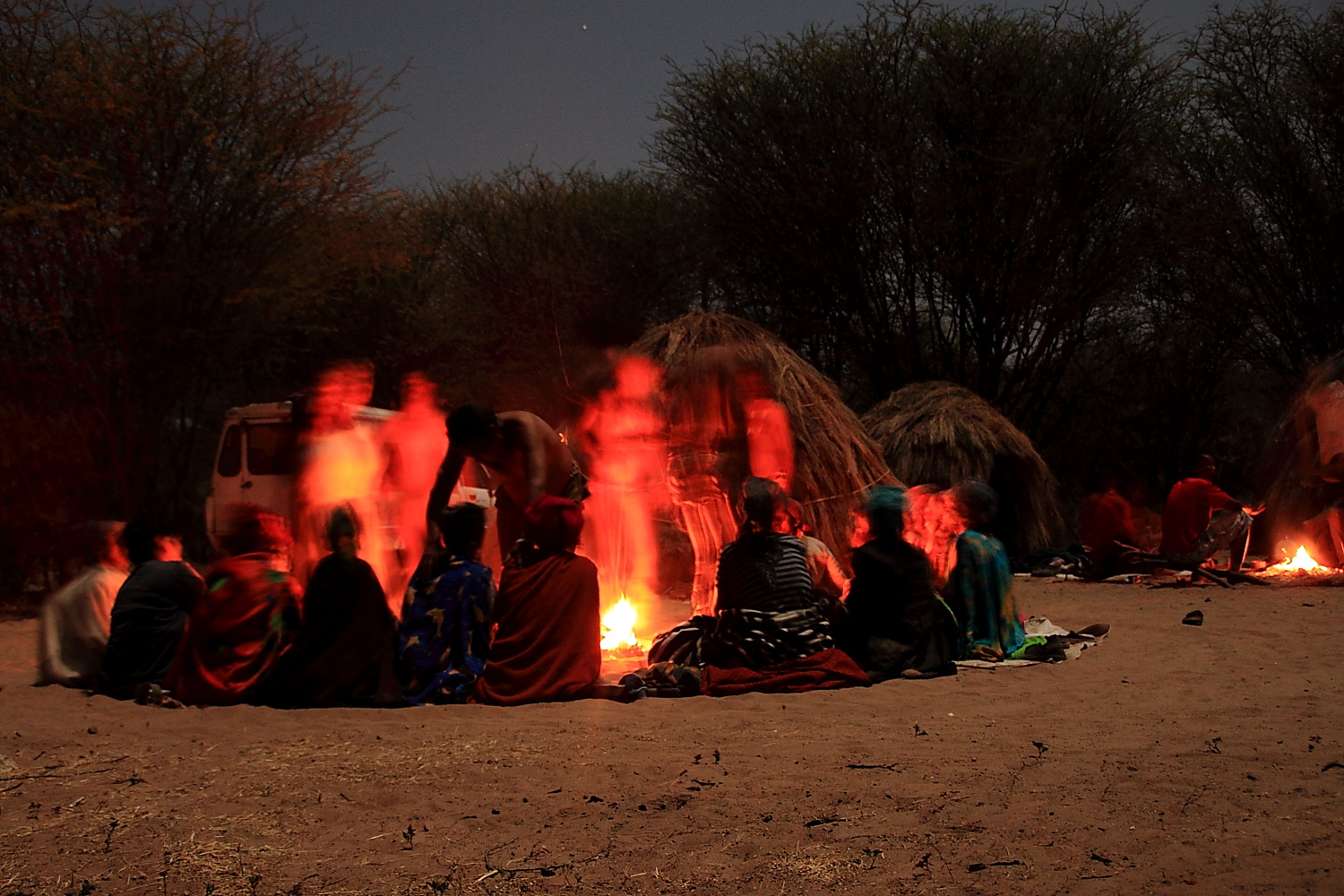
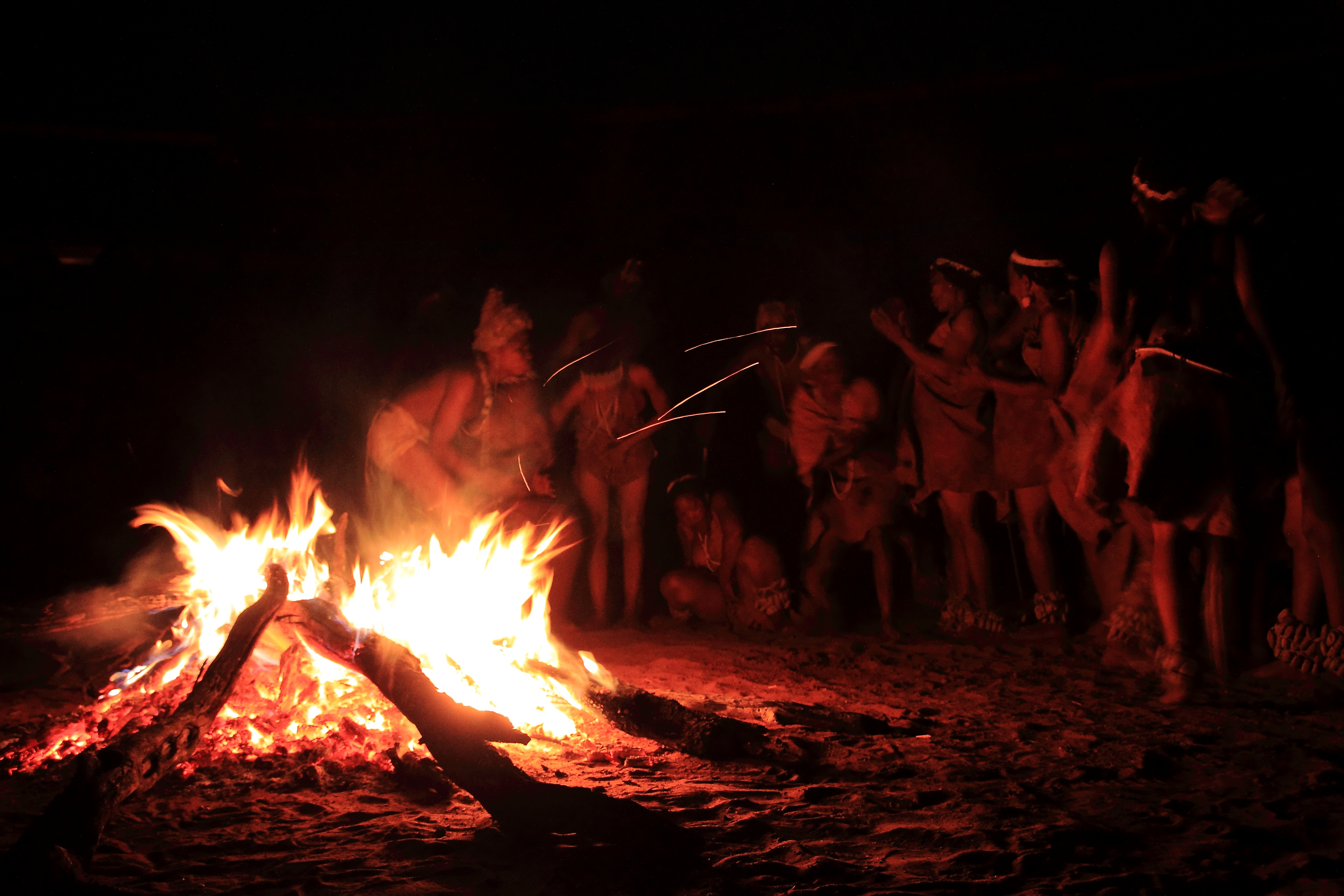

### Vadászdal

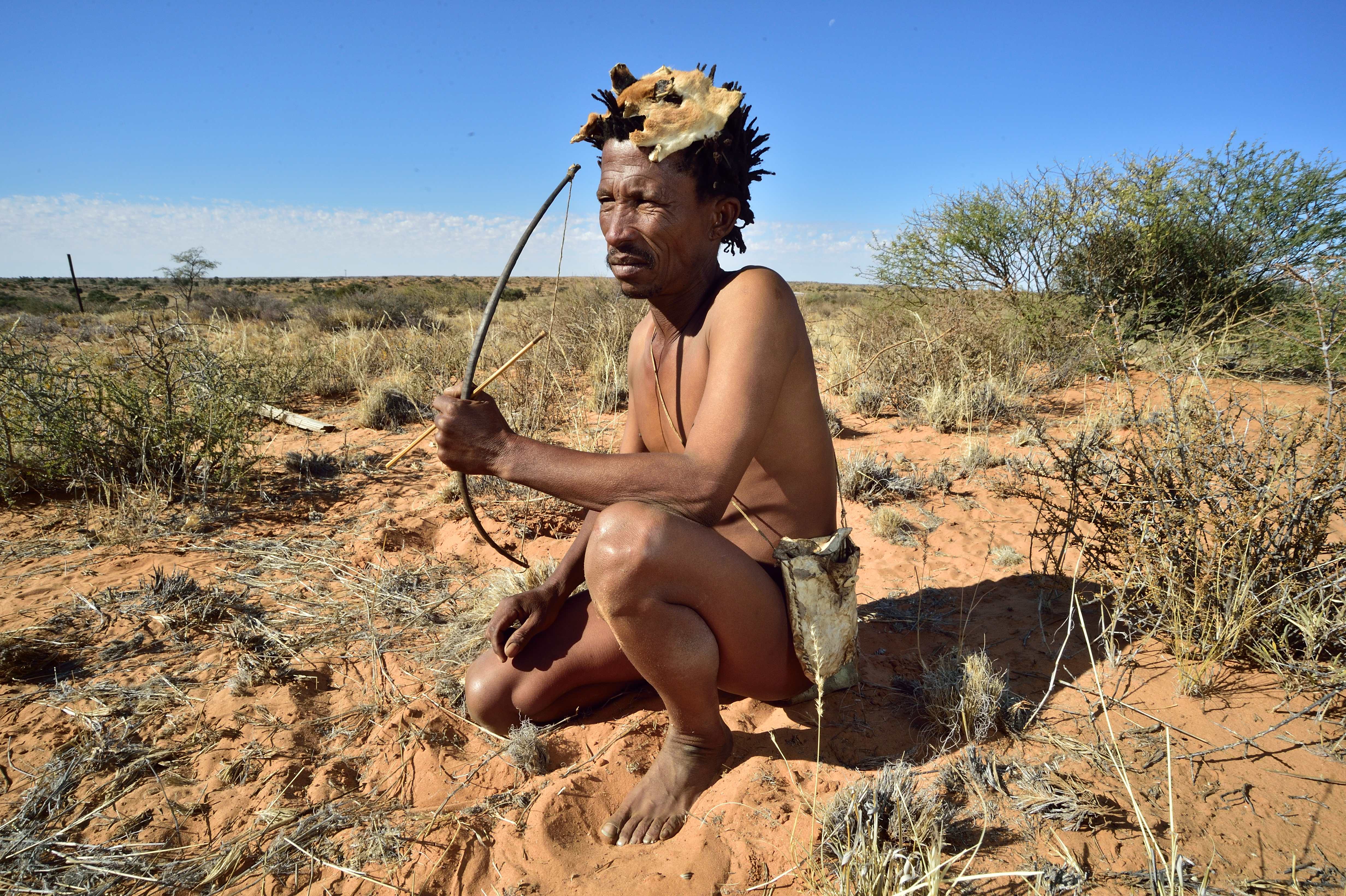
Szan vadász

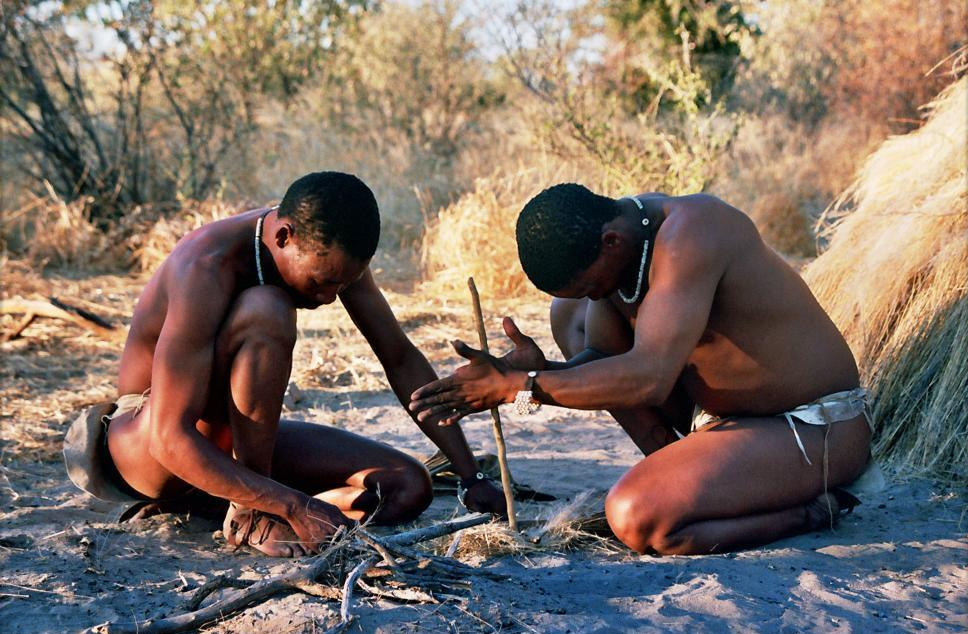
Tűzcsiholás

Vadászdalaik gyakran imádságok is voltak egyben:
Ime a kezem.

Elejtek egy őzbakot kezemmel.

Nyíllal megölöm.

Lefekszem.

Meg akarok ölni egy őzbakot

Kora hajnalban.

Ó, Hold, te, aki odafönn lebegsz,

Tedd, hogy leterítsek egy őzbakot

Hajnalban!

Tedd, hogy meglőjek egy őzbakot

Ezzel a nyíllal.

Hadd egyek őzhúst!

Hadd egyek, míg gyomrom meg telik.

Hadd tömjem meg gyomromat

Mihelyt leszáll az est!

Ó, hold, te, aki odafönn lebegsz,

Én hangyaeleség után kutatok

Hajnalban!

Tedd, hogy ehessek belőle!

Ó, hold, te, aki odafönn lebegsz,

Én hajnalban leterítek egy struccmadarat

Ezzel a nyíllal.

Ó, hold, te, aki odafönn lebegsz,

Én leterítek egy struccmadarat hajnaLban

Ezzel a nyíllal.

Ó, hold, te, aki odafönn lebegsz,

Adj erőt nyilamnak,

Hogy hajnalban meglőjjek

Egy őzbakot.

### Nézeteik
Vallási eszméik a természettel való szoros kapcsolatban gyökereztek. Hatalmat tulajdonítottak a földnek, a növénynek, az állatoknak (→ animizmus). Hiedelmeik szerint a láthatatlan szellemek mindenhatók.
Két fő természetfeletti lényben hisznek. Közülük az egyik a világ és az élőlények teremtője, azaz aktív szerepet vállalt az eseményekben; de most már az égben él, viszonylag távol a földi ügyektől. Általában pozitív értékeket tulajdonítanak neki.
A másik lény kisebb erőkkel rendelkezik, de ő a felelős és az oka mindennek, ami ma a földön történik. Szeszélyesen küldi vagy visszatartja az esőt, beleavatkozik a gyermekek születésébe, és sikert vagy kudarcot okoz. Részben ő a betegségek és a halál okozója.
A kozmológiájuk megértésének kulcsa a teremtésmítoszaiban rejlik.
A Kalahári északnyugati részén élő kung-busmanok Gauát, a Nagy Szellemet tisztelték a 20. század derekán; a sámánok, mikor transzba estek, vele kerültek kapcsolatba. A keresztény misszionáriusok ekkoriban még nem jutottak el hozzájuk. Jens Bjerre feljegyzései szerint teremtésmítoszuk a következőképpen hangzott:

„Gaua kezdetben csak egy asszonyt meg egy férfit teremtett, az első busmanokat. Ök voltak az első emberek a földön. Más emberek akkor nem éltek. Gaua lelket adott a férfinak meg az asszonynak, és elrendelte, hogy hozzanak létre egy gyermeket, majd mihelyt az elhagyta anyja testét, Gaua lelket küldött le számára. És így tesz minden alkalommal, amikor gyermek születik. De éppen úgy, ahogy
lelket küld le a földre, vissza is szólíthatja azt. Amikor az ember meghal, lelke visszatér a Nagy Szellemhez, a busman lelkek mind Gaua székhelye körül gyülekeznek. Az első emberek, akiket Gaua teremtett, vadászok és nagyhatalmú varázslók voltak. Ők hozták létre a föld összes állatát, a legnagyobb antilopot éppúgy, mint a legapróbb rovart. Igy népesítették be az állatok a földet. Gaua
teremt mindent, ő dönti el, mikor essék az eső, hogy embernek, állatnak legyen mit ennie.”

A szanokról általánosságban elmondható, hogy egy isten tisztelete túlsúlyban van az alacsonyabb rangú istenek és szellemek jelenléte mellett. Egyes csoportoknál úgy tartják, hogy a föld megművelése ellentétes az istenség által adott világrenddel.
Felfogásuk szerint a halál után a lélek elhagyja a testet és egy ideig még a sír körül bolyong, sőt láthatatlanul szóba is elegyedik élő hozzátartozóival. Végül a lélek, ami a gyermekbe szállt születésekor, visszatér Gaua, a nagy szellem „másvilágába”, ahonnan származott. A lélek itt találkozik régebben elhalt rokonaival. Ez a másvilág bővelkedik vadban, mézben, sáskában – ez a földi nélkülözésekért kárpótlást nyújtó busman paradicsom.
A becsuánaföldi Tsodilo hegyeket a környékükön lakó busmanok szent helyként tisztelik. Hiedelmeik szerint itt laknak a legősibb szellemek. Azt tartják, hogy a szikla belül kis kamrákra van osztva, és mindegyikben egy-egy szellem lakik.

## Mindennapi életük korai európai kutatói
A szanoknak az európaiak által történt „felfedezése” után számos utazó, kutató érdeklődését megragadta sajátos, ősi életformájuk. Laurens van der Post Angliában élő, angolul alkotó, de dél-afrikai búr származású író 1956-ban hat részes televíziós dokumentumfilm-sorozatot készített róluk a BBC számára. 1958-ban jelent meg legismertebb könyve ugyanazzal a címmel, mint a dokusorozat: The Lost World of the Kalahari (A Kalahári elveszett világa). 1961-ben adta ki a The Heart of the Hunter (A vadász szíve), című könyvét, amely Wilhelm Bleek és Lucy Lloyd antropológusok még 1910-ben megjelent Specimens of Bushman Folklore című néprajzi gyűjteményére alapult. Műveiben a rousseau-i „nemes vadember” ideálját, az „emberiség elveszett lelkét” vélte felfedezni a szanok mindennapi életében, lelkivilágában. Ezek a mítoszok hozzájárultak ahhoz, hogy Dél-Afrikában már 1961-ben óriási kiterjedésű rezervátumot hoztak létre a szanok (és a vadállatok) számára Central Kalahari Game Reserve (Közép-Kalahári Vadrezervátum) néven az akkori angol gyarmat Botswana területének 10%-án.